# استون‌دی‌کربوکسیلیک اسید
استون‌دی‌کربوکسیلیک اسید (به انگلیسی: Acetonedicarboxylic acid) یک کتواسید با فرمول شیمیایی C۵H۶O۵ ترکیب شیمیایی با شناسه پاب‌کم ۶۸۳۲۸ است. که جرم مولی آن ۱۴۶٫۰۹۸۱۴ g/mol می‌باشد. 